# Campo Hollywood
Campo Hollywood es uno de los sectores que conforman la ciudad de Cabimas en el estado Zulia (Venezuela), pertenece a la parroquia La Rosa. Campo Hollywood, toma su nombre de la avenida que le pasa por el frente.

## Ubicación
Campo Hollywood se encuentra entre los sectores Campo Blanco al norte (av Lagoven), Las Cabillas al este y sur (calle Paraíso) y Las Cúpulas al oeste (Av Hollywood).

## Zona residencial
Campo Hollywood es uno de los campos petroleros que aún hay en Cabimas, sus casas son de concreto y de 2 plantas como las de la Urbanización La Rosa, pero en mucho mejor estado. También hay 3 edificios que cuentan con 6 apartamentos cada uno (Exceptuando el primer edificio que cuenta con 16 apartamentos individuales) allí solo viven trabajadores de PDVSA y fue construido como residencia para los trabajadores petroleros de sus empresas predecesoras (Lagoven, Creole Petroleum Corporation). Es un campo cerrado con una cerca y con garita y vigilante en la entrada, lo que lo hace más seguro. Tiene un parque en el frente con grama para trotar y parque infantil.

## Vialidad
Las calles de Campo Hollywood tienen reductores de velocidad por haber sido diseñada como zona residencial, se encuentran en buen estado. Sólo autos particulares entran en Campo Hollywood. La av Hollywood tiene una pasarela para conectarla con Las Cúpulas sin tener que atravesarla.